# Lulik

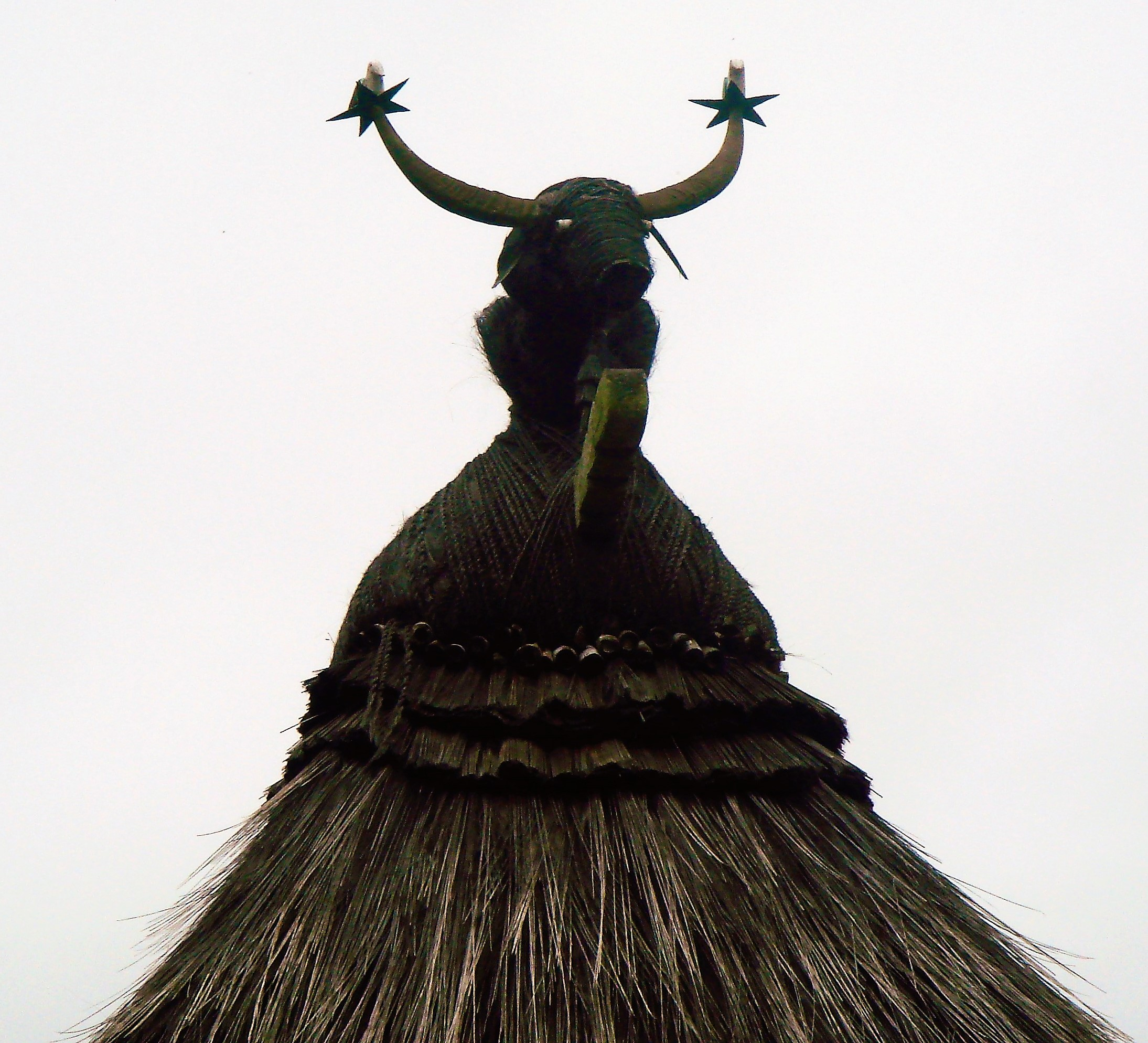
Dachschmuck eines Uma Lulik (heiliges Haus) der Naueti in Babulo mit einer symbolischen Darstellung von Lulik: weißer Stern für das Lulik selbst, grüne Tauben für das Weibliche und schwarze Büffel(hörner) für das Männliche

Lulik (veraltet lúlic, lúlique) ist auf Timor die Bezeichnung für die Energie der Natur und wird oft auch mit „heilig“ und „verboten“ übersetzt. Der Begriff beinhaltet aber auch die dazugehörige Philosophie, Moralvorstellungen und Verhaltensregeln (Tara Bandu) für die traditionelle timoresische Gesellschaft. So kann sich Lulik auf Gegenstände, Orte, topographische Begebenheiten, Gruppen von Nahrungsmitteln oder Personen, bestimmtes Wissen, Verhaltensnormen, Bauwerke und Zeiträume beziehen. Es bietet Schutz, kann aber auch bei Fehlverhalten strafen.
Trotz der zahlreichen und linguistisch sehr unterschiedlichen Ethnien kommt dieses Konzept bei allen auf Timor heimischen Gruppen vor, ebenso wie andere gemeinsame Glaubensvorstellungen in der traditionellen Religion Timors. Die Bezeichnung kann in den Sprachen Osttimors variieren. Auf Tetum (die Lingua franca und eine Amtssprache Osttimors), Kemak und Idaté nennt man es „lulik“, auf Naueti und Mambai „luli“, auf Bunak „po“, auf Fataluku „tei“ und auf Makasae „phalun“/„falun“. Lulik hat Übereinstimmungen mit der Philosophie des Dualismus und einige Elemente und Bedeutungsinhalte ähneln dem „Tabu“ im östlichen Indonesien, Neuseeland und anderen Teilen Ozeaniens.
Als Namensteil findet sich „Lulik“ in vielen Begriffen: Uma Lulik, das heilige Haus, in dem die Reliquien und heilige Objekte (sasan lulik) aufbewahrt werden, über die der Priester (dato lulik) wacht. Im Land finden sich verschiedene heilige Berge, die foho lulik genannt werden. Sie sind heiliges Land (rai lulik), das nur ein auserwählter Kreis von Personen betreten darf. Früher wurde Lulik von der katholischen Kirche, der Kolonialmacht Portugal und der Besatzungsmacht Indonesien als „unzivilisierter Aberglaube“ abgetan und trotz seiner alltäglichen Bedeutung zu einem für Timoresen peinlichen Thema, über das zu sprechen als verpönt galt. Heute hat die Kirche allerdings die Bezeichnung „Lulik“ als Übersetzung für „heilig“ in Tetum übernommen. Obwohl fast alle Osttimoresen inzwischen katholisch sind, ist der Glaube an das Lulik und die Verehrung der Geister der Toten noch immer fest verwurzelt, auch wenn dies gerade von ausländischen Beratern als unwichtig und teilweise als rückständig und unzivilisiert angesehen wird. Die meisten Osttimoresen verstehen das Lulik-Konzept nur noch oberflächlich und auch wissenschaftlich beschäftigt man sich erst wieder damit, seit nach der Unabhängigkeit Osttimors 2002 das Interesse an den alten Glaubensvorstellungen zu wachsen begann.

## Grundlagen

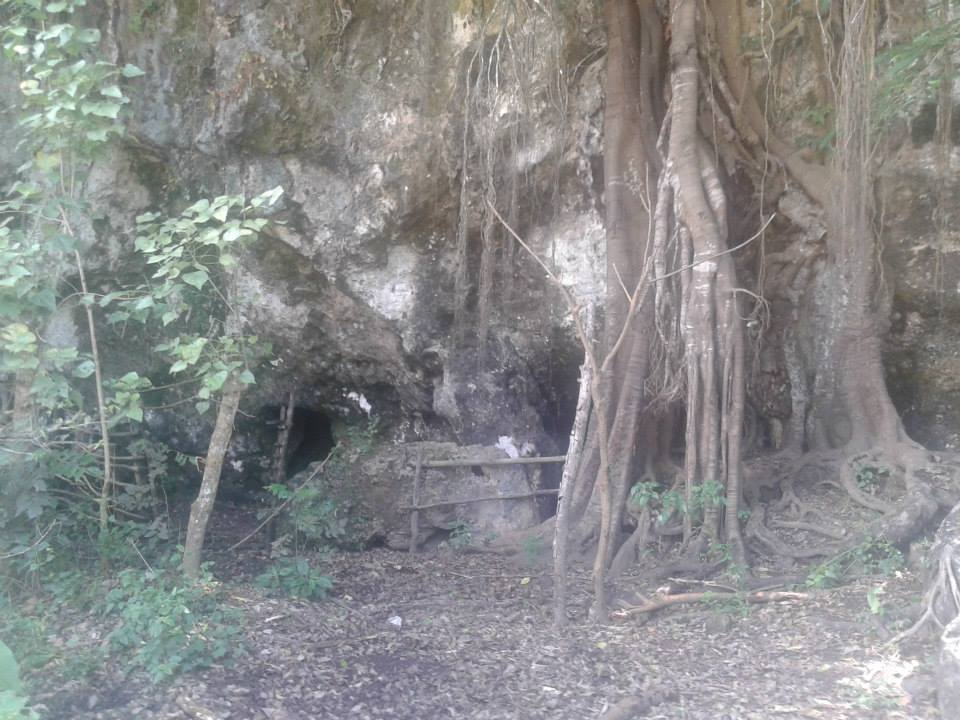
Ort der Verehrung: heiliger Baum und Höhle in Leohito

Eine alleinige Übersetzung von Lulik mit „Magie“ ist zu ungenau und fehlerhaft. Es ist zum einen eine spirituelle Energie, die in Orten, Objekten und Personen wohnt. Insgesamt soll Lulik aber als Philosophie den Frieden, Ruhe und Ordnung und Wohlstand in der Gesellschaft bewahren. Erreicht wird dies durch ein Gleichgewicht von Gegensätzen und Widersprüchen, zum Beispiel von materieller und spiritueller Welt. Dies erreicht man, indem man den Regeln folgt, die die Ahnen aufgestellt haben.
Lulik steht in Verbindung mit dem spirituellen Kosmos, dem göttlichen Schöpfer, den Geistern, den Ahnen und dem spirituellen Ursprung des Lebens. Teil des Konzepts sind die heiligen Regeln, die das Verhältnis zwischen Mensch und Natur bestimmen. Die Natur muss geschützt und respektiert werden, weswegen traditionelle Zeremonien vor der Aussaat und nach der Ernte stattfinden. Auch die Beziehungen, Rechte und Pflichten zwischen dem jüngeren und dem älteren Bruder, Ehemann und Ehefrau, brautnehmender und brautgebender Familie (fetosan-umane), Eltern und Kindern, Brüdern und Schwestern und so weiter regelt Lulik. Die sozialen Strukturen der Timoresen werden von Lulik festgelegt. Durch Lulik wird der Dualismus des Systems in der Balance gehalten und sichergestellt.
Das Zentrum zwischen den beiden Seiten ist dabei nicht genau definiert, existiert aber. Während ein Schwein als weiblich und ein Wasserbüffel als männlich gilt, wird das Leistenkrokodil keinem Geschlecht zugeordnet. Klare Zuordnungen von Gegenständen sind sonst üblich. Schusswaffen und Macheten gelten als männlich, Reis und Lebensmittel im Allgemeinen als weiblich. Bei den traditionellen Schmuckstücken Timors gilt das Belak, die runde Scheibe, die an einer Schnur um den Hals vor der Brust getragen wird, als männlich, die Kaibauk-Krone wird als weiblich angesehen.
Lulik, das Weibliche und das Männliche sind miteinander verbunden und ergänzen sich gegenseitig, wobei das Verhältnis zueinander asymmetrisch ist:

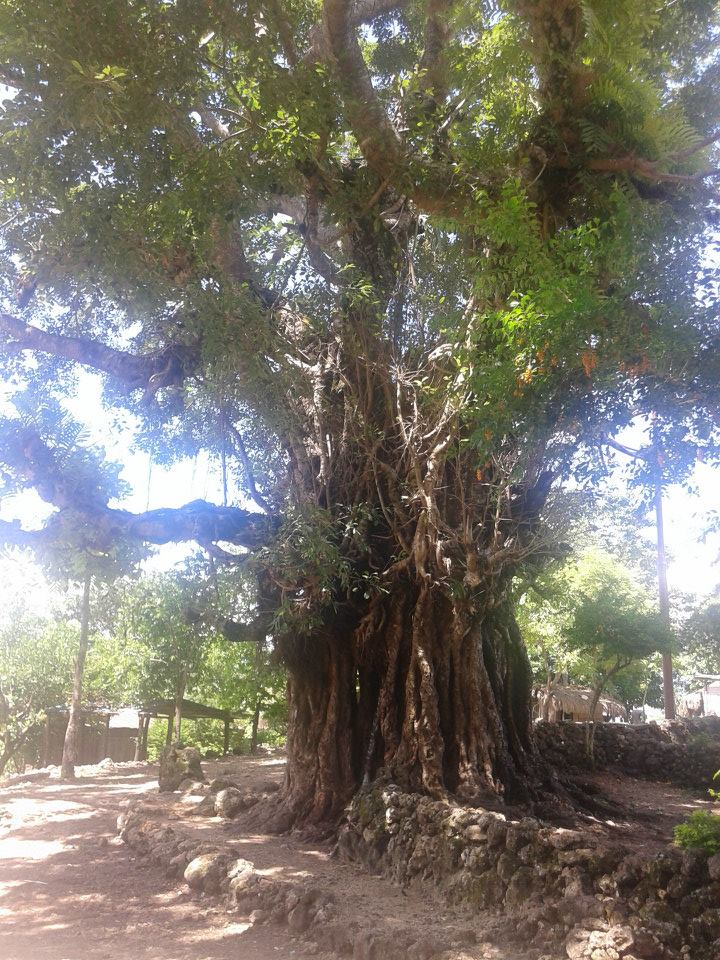
Heiliger Baum in Leohito

Lulik steht in der Hierarchie am höchsten, da es die höchsten und wichtigsten Werte der Gesellschaft beinhaltet. Es repräsentiert die spirituelle oder göttliche Welt, die unsichtbar und konzeptionell ist. Das Weibliche und das Männliche bilden gemeinsam die reale, materielle beziehungsweise physische Welt, wobei im Gegensatz zwischen physischer und spiritueller Welt die reale Welt maskulin ist, die spirituelle feminin. Lulik wird als der Kern und Ursprung des Lebens angesehen. Das Leben kommt also aus der spirituellen Welt, vom Schöpfer und/oder der Gottheit, die im Lulik residiert. Lulik steht für den Kosmos, die Ahnen und den moralischen Maßstab, die Kernwerte. Stellt sich jemand gegen das Lulik, bedeutet das dem Glauben nach, gegen die eigenen Wurzeln zu stehen, wodurch man verflucht wird. Dies bedeutet Unglück das ganze Leben lang, denn Lulik reguliert und bestimmt die Wechselwirkung zwischen den Elementen und Wesen in der weiblichen und männlichen Welt. Verstöße können Tadel, materielle Strafen und Ausgrenzung aus der Gemeinschaft nach sich ziehen. Spirituell drohen Unglück, Krankheit und Tod.
Das göttliche Wesen und Schöpfer im timoresischen Glauben wird Maromak genannt, ein Wort, das die katholische Kirche für ihre Liturgie in Tetum übernommen hat. Im Gegensatz zum christlichen Gott (Aman Maromak) ist Maromak aber nach dem alten Glauben der Timoresen weiblich. Zu ihm gesellen sich die Geister der verstorbenen Ahnen, die die reale Welt sowohl positiv als auch negativ beeinflussen können. Die zweithöchste Stellung in der Glaubenswelt der Timoresen nimmt das Weibliche ein. Die Bedeutung des Weiblichen ist so hoch, weil das Leben durch es auf die Welt kommt. Aus dem Weiblichen entspringen auch Frieden und Wohlstand. Die Bunak und Tetum Terik verwenden die weibliche Brust (Susun) als Symbol der Fruchtbarkeit, weswegen Abbildungen von Brüsten in die Türen ihrer Uma Lulik geschnitzt werden. In Liquiçá, an der Nordküste, findet man Abbildungen des Halbmondes als Dachschmuck mancher Uma Lulik. Auch die Halbmonde symbolisieren Fruchtbarkeit und Weiblichkeit und sind nicht zu verwechseln mit den stilisierten Hörnern von Wasserbüffeln, die Männlichkeit darstellen. Das Männliche schließlich sorgt mit seiner Stärke für Schutz und Sicherheit der anderen beiden inneren Ebenen, also auch des Ursprungs des Lebens.
Die Einteilung in weibliche und männliche Kategorien bedeutet dabei nicht, dass sie jeweils allein Frauen beziehungsweise Männern zuzuordnen sind. Beide Geschlechter wirken in beiden Welten, weibliche und männliche Aspekte gibt es also sowohl bei der Frau als auch beim Mann. Die Zuordnung der Werte ist auch nicht statisch, sie können je nach Zusammenhang das Geschlecht wechseln. Eine Familie kann zum Beispiel sowohl als Brautgeber als auch als Brautnehmer fungieren. Einzelpersonen sind in ihrem Heimatdorf Einheimische (rai nain), außerhalb Fremde (malae). Unveränderlich allein ist als Kern allem das Lulik.

## Symbolik

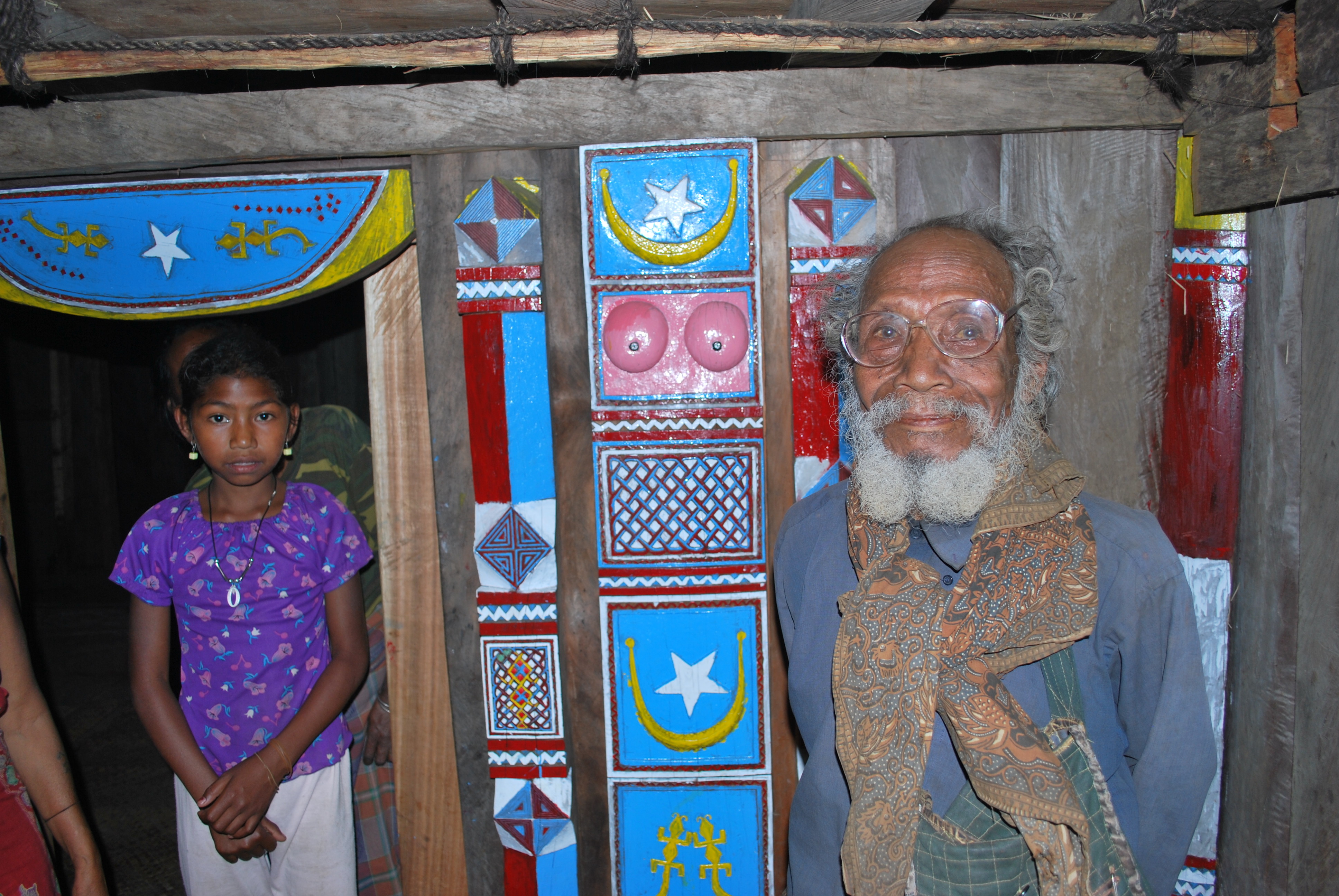
In einem Uma Lulik der Bunak in Lactos. Die weißen Sterne symbolisieren das Lulik selbst, die stilisierten Büffelhörner die Männlichkeit, die Brüste das Weibliche

An den Uma Lulik, den timoresischen Kulthäusern, die inzwischen ein nationales Symbol Osttimors sind, finden sich vor allem als Dachschmuck Abbildungen, die die verschiedenen Welten der timoresischen Kosmologie darstellen.
Sterne und die Farbe Weiß symbolisieren das Lulik selbst, das göttliche Wesen, den Schöpfer und die Geister der Ahnen. Grün und Tauben (manchmal scheinen auch andere Vögel dargestellt zu sein) stehen für das Weibliche, als Symbol für Fruchtbarkeit und Wohlstand. Schwarz und Büffelhörner repräsentieren das Männliche – Stärke, Sicherheit und Schutz. Regional kann es vorkommen, dass die Sterne nicht klar erkennbar sind oder ganz fehlen. Weitere Symbole für die drei Welten, wie Halbmonde, weibliche Brüste und Muscheln für das Weibliche kommen teilweise dazu.
Die heutige Flagge Osttimors folgt in ihrer Farbwahl und Symbolik einer sozialistischen Tradition, doch finden sich die drei Farben der timoresischen Kosmologie in den Flaggen der FALINTIL und des Conselho Nacional de Resistência Timorense (CNRT), die bei der Unabhängigkeit Osttimors als Nationalflagge im Gespräch war. Allerdings fehlt in der Beschreibung der Bedeutung der Farben der direkte Bezug zum Lulik, so dass nicht klar ist, ob hier Absicht oder Zufall eine Rolle spielten. Letztlich griff man auf die alte Nationalflagge von 1975 zurück, die von der linksgerichteten Partei FRETILIN geschaffen wurde. Die Partei KHUNTO verwendet die drei heiligen Farben. Sie beruft sich vielfach auf die alte timoresische Kultur. Eine schwarz-weiße Kombination, also die Vereinigung weltlicher und geistlicher Macht, findet sich auch in den Flaggen der monarchistischen Parteien Klibur Oan Timor Asuwain (KOTA) und Associação Popular Monarquia Timorense (APMT) verwendet.

## Heilige Objekte

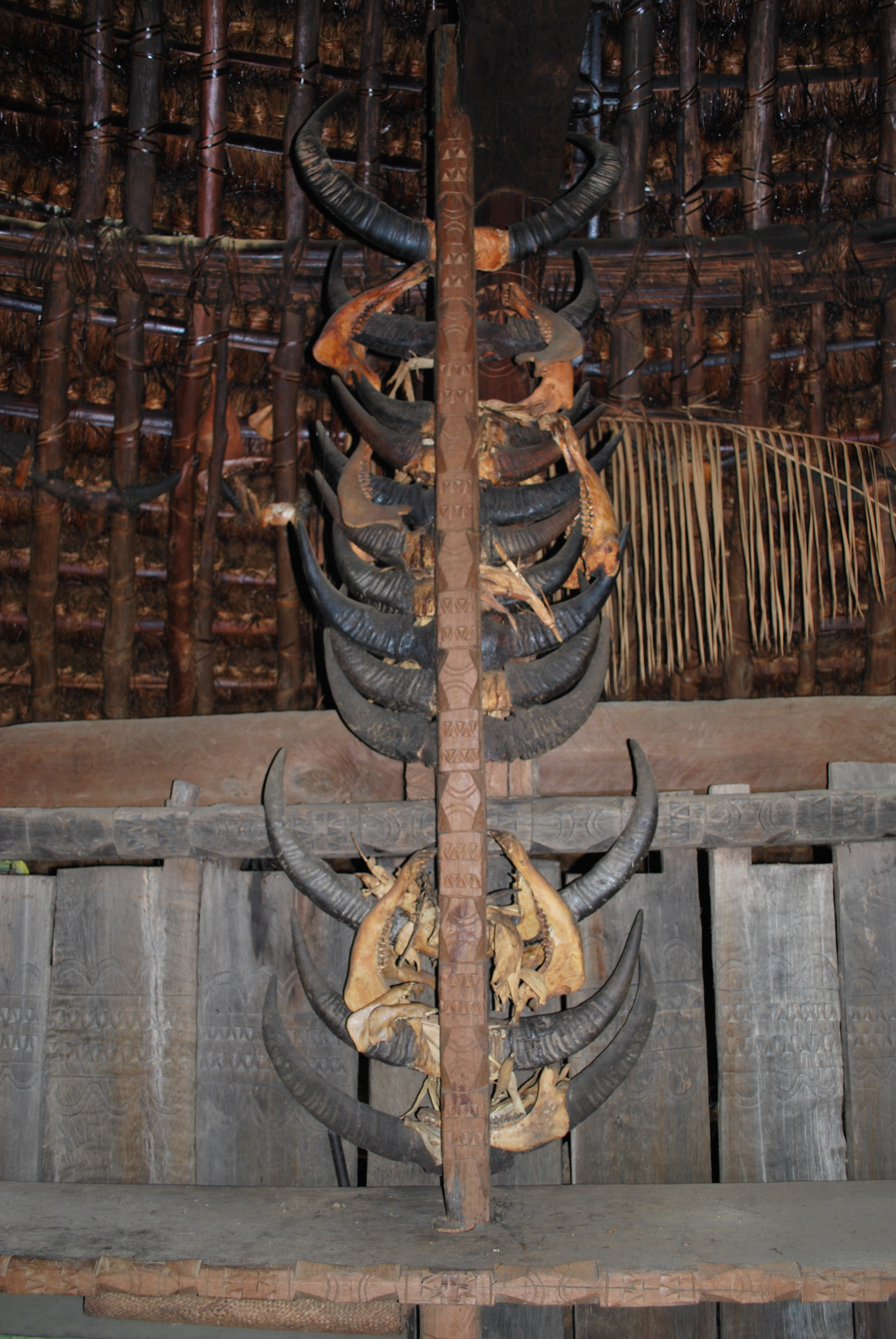
Büffelhörner in einem Uma Lulik in Nuno-Mogue

In der portugiesischen Kolonialzeit versuchten noch im 20. Jahrhundert Missionare die Timoresen durch Verbrennung ihnen heiliger Objekte oder ganzer Uma Luliks zu bekehren. Doch führt die Zerstörung in der Vorstellung der Bevölkerung nicht zur Trennung der Menschen von der spirituellen Kraft. Gebäude und die in ihm enthaltenen heiligen Gegenstände repräsentieren nur die gesellschaftliche Gruppe dahinter. Sie können zerstört oder gestohlen, genauso aber auch wieder erschaffen und neu beseelt werden. Letzteren Prozess nennt man aluli. Trotzdem ist die Respektlosigkeit oder die Zerstörung nicht von geringer Bedeutung. Dies konnte zwischen Gruppen einen Krieg auslösen oder dem Glauben nach zu Krankheit und Tod von Familienmitgliedern führen. Die Zerstörung steigert das (zerstörerische) Potential der Kraft des Luliks. Missionare sprachen oft von der Angst, die das Lulik unter den Timoresen verursache. Wahrscheinlich waren es aber gerade ihre Versuche der Verbreitung des Evangeliums, die diese Furcht vor der Macht des Lulik unter den Einheimischen erzeugte.
Andererseits sahen Timoresen auch in Symbolen der weltlichen Macht der portugiesischen Kolonialherren und der katholischen Kirche eine spirituelle Macht, womit auch diese Gegenstände lulik werden konnten und so ihren Weg in Uma Luliks fanden. So etwa Uniformteile und portugiesische Flaggen, die den einheimischen Liurais als Symbol ihrer Vasallenschaft übergeben wurden (siehe unten), aber auch Zeugnisse von katholischen Bekehrungsversuchen vergangener Zeiten. In den 1920er Jahren fanden Missionare in Uma Luliks in Bobonaro und Cova Lima katholische Gegenstände, darunter eine Statue der Maria Rosenkranzkönigin. Zudem entdeckte man einen portugiesischen Brief aus dem Jahre 1790, der von bereits vergessenen Missionierungen in der Region berichtete. Auch in anderen Uma Luliks soll es heute noch Kreuze und Heiligenfiguren aus der Zeit der Missionierung geben. Die Zeugnisse der Missionierungsversuche fanden Aufnahme in den Uma Luliks, da man sie als heilige Objekte nicht respektlos behandeln wollte.

## Adaptionen und Lulik heute

### Lulik in der Kolonial- und Besatzungszeit

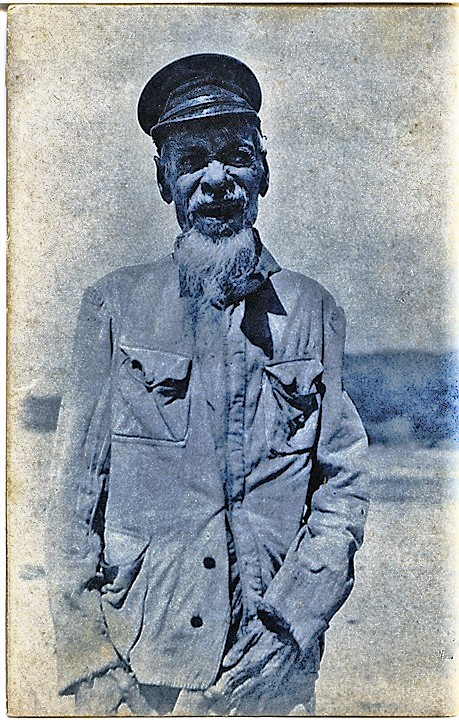
Timoresischer Priester nach 1900

Zu Beginn der Kolonialzeit kontrollierten die Portugiesen nur indirekt die Insel, indem sie die timoresischen Herrscher zu Vasallen machten. Als Symbol wurden den Liurais ein militärischer Rang entsprechend ihrem Status in der timoresischen Hierarchie und dazu Uniformen und Nationalflaggen übergeben. Als Insignien der Macht hatten diese Gaben selbst ein eigenes Lulik und wurden daher in den Uma Luliks aufbewahrt. Diese Integration in die timoresische Vorstellungswelt hatte unerwartete Folgen, als Portugal sich von der Monarchie in eine Republik umwandelte und statt der bisherigen blau-weißen, eine rot-grüne Flagge annahm. Viele timoresische Herrscher erkannten das Lulik der neuen Flagge nicht an, was zusammen mit anderen Ursachen 1912 zur Rebellion von Manufahi führte, dem größten Aufstand in der Geschichte Portugiesisch-Timors. Einzelne Flaggen des royalen Portugals finden sich noch heute in einigen Uma Luliks. Sie wurden, wie andere heilige Gegenstände, vor den indonesischen Besatzern versteckt. Nach der Unabhängigkeit Osttimors erhielt jedes Dorf des Landes ein Exemplar der neuen Nationalflagge, die ihnen in einer feierlichen Zeremonie übergeben wurde. Bewusst oder unbewusst folgt man hier der portugiesischen Tradition, bei der man den Vasallen die portugiesische Flagge übergab.
Eine wirksamere Bindung timoresischer Herrscher war die Ehe zwischen portugiesischen Männern und timoresischen Frauen, was die timoresischen Familien zu den Kolonialherren in eine Brautnehmer-Brautgeber-Beziehung brachte (fetosan-umane). Auch der heilige Blutschwur (Hemu Ran, Juramentu) band die timoresischen Herrscher für Generationen an die Kolonialherren. Wird der Schwur nicht eingehalten, droht nach dem Glauben dem Schwurbrecher Unglück, Krankheit und Tod. Die osttimoresische Partei KHUNTO fordert auch von ihren Anhängern heutzutage einen Juramentu. Im Gegenzug für die Loyalität der Wähler verpflichtet der Schwur die Politiker, den Anhängern bei Problemen zu helfen und sich nicht durch politische Ämter selbst zu bereichern. Die Bindung der Wähler durch den Schwur scheint aber nur teilweise erfolgreich. Laut einem Parteiführer legten 89.000 Wähler vor den Parlamentswahlen 2017 den juramento ab, KHUNTO erhielt aber nur 36.547 Stimmen.

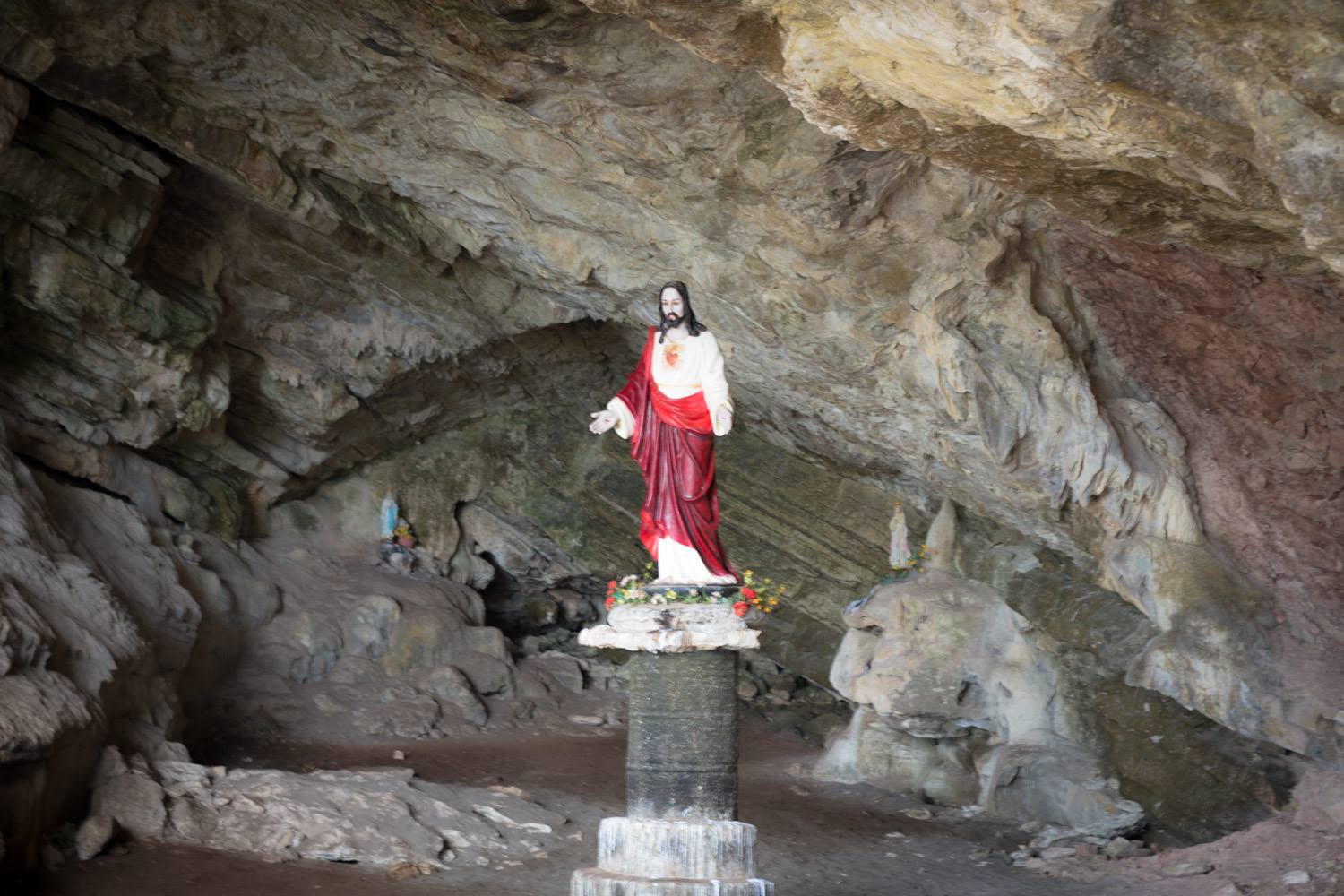
Jesusstatue in der Grotte von Didimera

Seit der zweiten Hälfte des 20. Jahrhunderts diskutieren europäische Experten die Bedeutung von Lulik für den Erhalt der Natur. So kritisierten 1956 der Chef der Landwirtschaftsbehörde Ruy Cinatti und der Kaffeeexperte Hélder Lains e Silva die Respektlosigkeit der portugiesischen Verwaltung Anfang des 20. Jahrhunderts gegenüber den Traditionen des Luliks. Sie seien der Grund für den traurigen Zustand der timoresischen Wälder. Dagegen war der deutsche Geograph Joachim Metzner 1977 der Meinung, dass der Abfall von den Regeln des Luliks eine „Pause des wuchernden Wanderfeldbaus“ bedeute und Grundlage des Naturschutzes werden sollte. Es war die Zeit der indonesischen Besatzung (1975–1999), in der man sich komplett sowohl über Lulik als auch traditionellen Landbesitz hinwegsetzte. Während die Portugiesen teilweise in das Lulik-System integriert wurden, beziehungsweise dieses zur Bindung der Timoresen an sich nutzten, ignorierte die indonesische Besatzungsmacht die Traditionen der Timoresen völlig. Zwangsumsiedlungen brachten die Einheimischen weit weg von dem Land ihrer Ahnen und heiligen Orten, Uma Luliks wurden gezielt zerstört und Regeln des Luliks bei landwirtschaftlichen oder Infrastrukturprojekten nicht beachtet. Der osttimoresische Anthropologe Josh Trindade spricht von „Hirnwäsche“, welche die Besatzer mit ihrer Staatsideologie Pancasila (deutsch „Fünf-Prinzipien“) an der osttimoresischen Bevölkerung durchführten, was zu Widerstand führte. Trindade führt als Folge auch das eindeutige Ergebnis des Unabhängigkeitsreferendums in Osttimor 1999 an. 78,5 % der Osttimoresen entschieden sich für die Unabhängigkeit. Der indonesischen Besatzung habe laut Trindade den Werten des Luliks nach eine wirkliche Legitimation gefehlt. Im Gegensatz dazu verwendete der osttimoresische Widerstand Lulik als Teil seines Selbstverständnisses. Traditionelle Allianzen sicherten logistische Unterstützung und Kommunikationshilfe für die Guerillakämpfer. Viele Osttimoresen sehen in der Macht des Luliks den Grund für ihren letztendlichen Sieg über die Besatzung. Einige Gruppierungen, die aus dieser Zeit stammen, nahmen Elemente des traditionellen Glaubens auf und mischten ihn mit anderen, zum Beispiel christlichen Elementen, so die Sagrada Família, Colimau 2000, Korka und die mit ihr verbundene Partei KHUNTO.

### Im osttimoresischen Staat

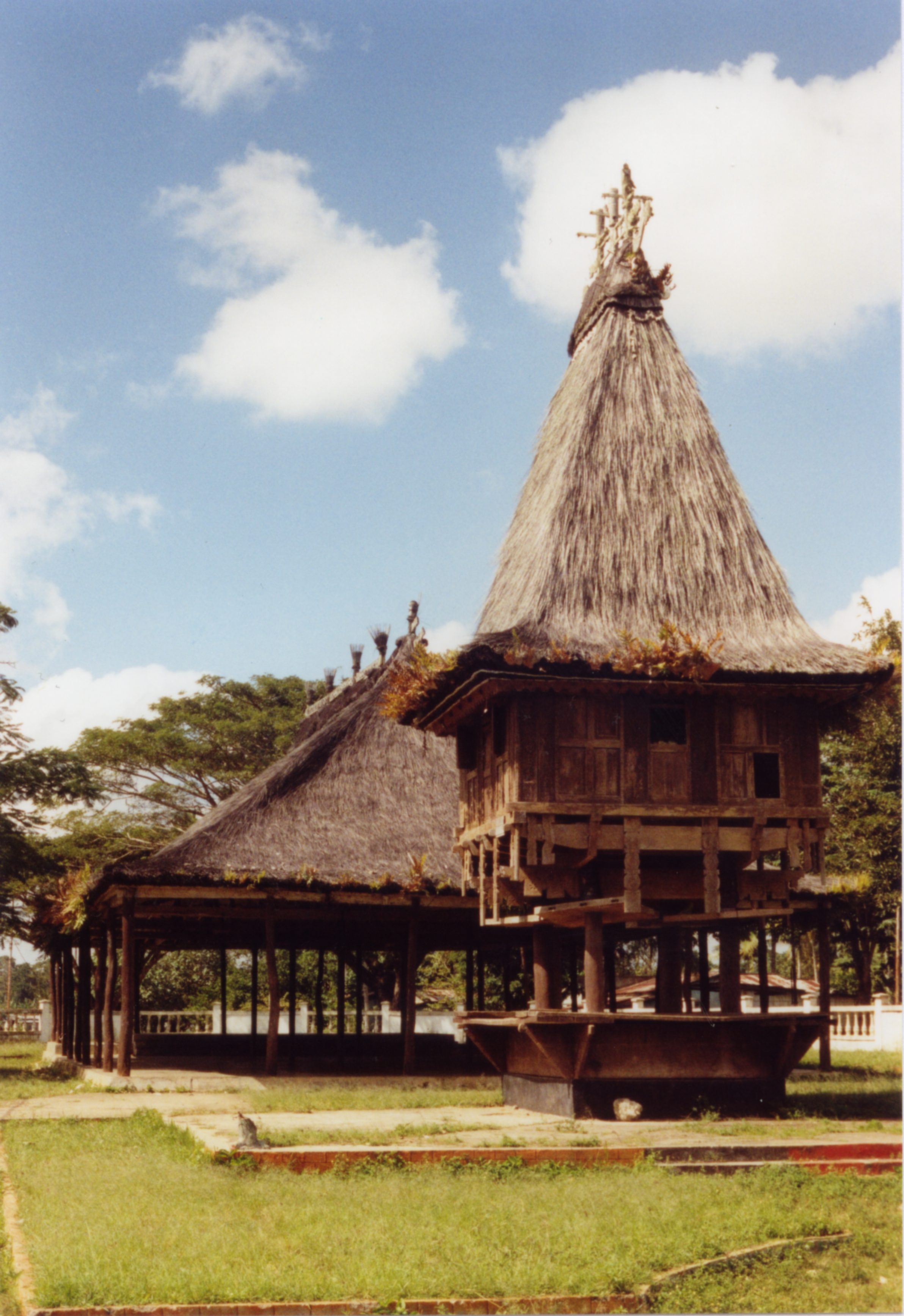
Wiederaufgebautes Uma Lulik in Lospalos

In den ländlichen Regionen ist das Prinzip des Luliks noch allgegenwärtig und wird von der Bevölkerung im Alltag angewendet. Seit der Besatzungszeit wurden an vielen Orten von den Indonesiern zerstörte Uma Luliks wieder aufgebaut, auch als Zeichen der nationalen, kulturellen Identität. Auf Ebene der Sucos spielen die Regeln des Luliks eine zentrale Rolle bei der Lösung von Konflikten zwischen Einzelpersonen und Dorfgemeinschaften. So bei Streitigkeiten um Land oder natürliche Ressourcen. Gerade wenn das staatliche Recht zu kompliziert erscheint, greift man gerne auf die alten Regeln zurück.
Vielen Politikern auf nationaler Ebene wirft Josh Trindade vor, sich ihres kulturellen Erbes zu schämen und Lulik nur heimlich zu praktizieren. Die staatlichen Institutionen würden auf die Bevölkerung wie ausländische Einrichtungen wirken, da das Lulik-Prinzip hier keine Anwendung fände. Viele Osttimoresen würden daher für die Zukunft Konflikte und Gewalt fürchten, gerade zwischen politischen Parteien und anderen Gruppen, wie es bereits bei den Unruhen in Osttimor 2006 geschah. Auch die Nationalhymne Pátria (deutsch Vaterland) kritisiert Trindade, da das Land ja, nach dem Lulik-Prinzip weiblich ist, wie auch in allen indigenen Sprachen Osttimors. Er fordert daher eine Rückbesinnung auf die heimische Kultur, zum Beispiel durch einen „nationalen Blutschwur“, Lulik im Lehrplan der Schulen, der Verteilung nationaler Symbole an Uma Luliks (Nationalflaggen wurden bereits an die Dörfer verteilt) und die Anerkennung traditioneller Führer in der politischen Struktur. Ähnlich fordert die Partei KHUNTO von staatlichen Beamten und Angestellten einen Blutschwur, so dass im Korruptionsfall auch übernatürliche Kräfte den Schwurbrecher bestrafen. Nach den Kommunalwahlen in Osttimor 2016 bestimmten tatsächlich die neugewählten Räte der Sucos jeweils einen Lian Nain (wörtlich „Meister des Wortes“) als Ratsmitglied. So ist nun auch eine traditionelle Autoritätsperson Mitglied der kommunalen Verwaltung.
Das Konzept des Luliks wollte man sich vom Staat aus für den Umweltschutz zu Nutze machen. Wälder und andere Landschaften wurden mit Unterstützung der Regierung durch animistische Rituale unter Schutz gestellt, um die dortigen Geister nicht zu stören. Doch die einheimische Bevölkerung nahm das Verbot pragmatisch. Man nutzte weiter die natürlichen Ressourcen der Schutzgebiete, da man sich darauf verließ, dass die Geister reagieren würden, wenn ihnen etwas missfällt. Außerdem könnte man im Problemfall mit ihnen verhandeln.

### Lulik und der christliche Glaube
| Christliche Begriffe in Tetum |                                        |
| Tetum                         | Deutsch                                |
| lulik                         | heilig                                 |
| Maromak                       | Gott                                   |
| Maromak Oan                   | Sohn Gottes (Jesus)                    |
| Nai Lulik, Amo Lulik          | Priester                               |
| Nai Lulik Bo’ot               | Bischof                                |
| Nain feto                     | Mutter Gottes wörtlich: „heilige Frau“ |

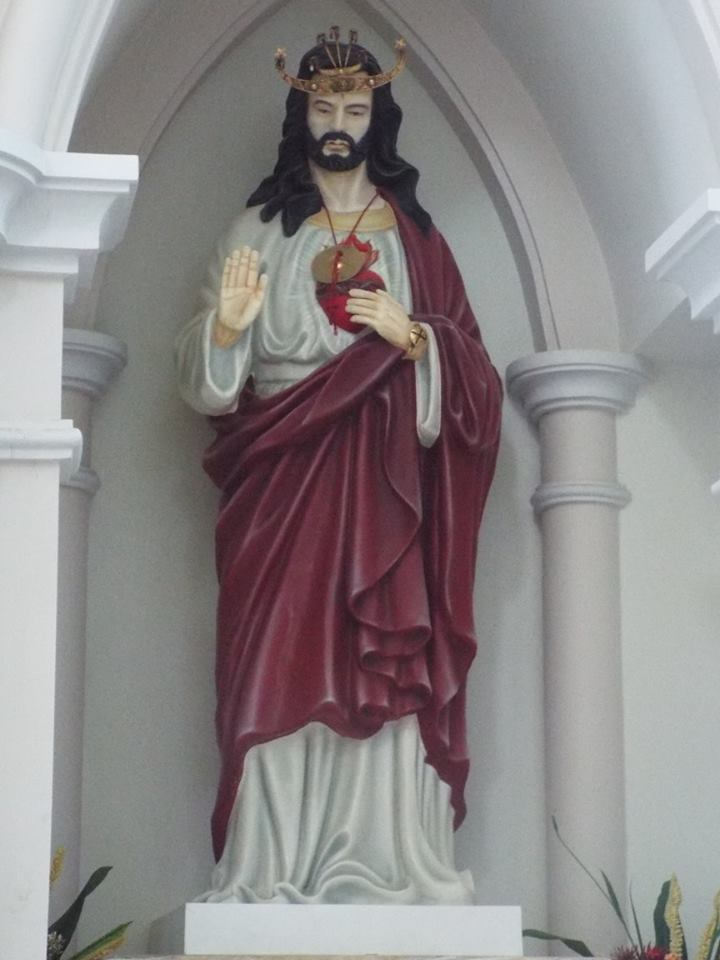
Jesusstatue in der Kirche von Viqueque mit timoresischen Insignien Kaibauk und Belak

Auch wenn die Katholische Kirche einiges aus dem traditionellen Glauben aufgriff, wurde vor allem in der Kolonialzeit der heimische Glauben von Kirche und Kolonialverwaltung abgewertet, was noch heute Nachwirkungen im Verhältnis vieler Osttimoresen zu ihrer ursprünglichen Kultur hat.

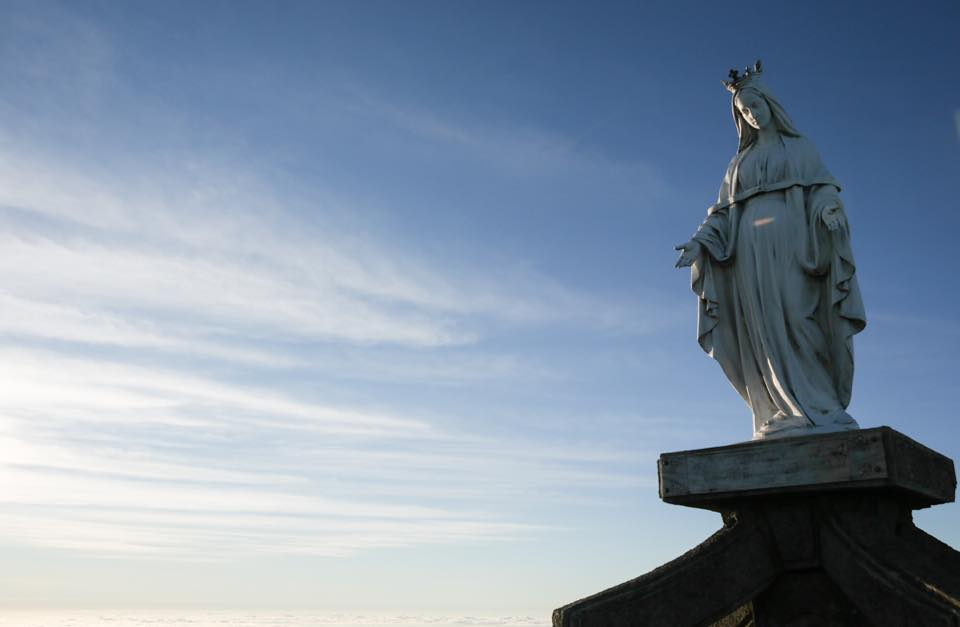
Marienstatue auf dem Tatamailau

Nach dem Einmarsch der Indonesier 1975 wurde die Verwendung von Portugiesisch in Osttimor allgemein verboten. Die Katholische Kirche nahm als Liturgiesprache aber nicht Bahasa Indonesia an, sondern Tetum. Dafür verwendete sie Begriffe aus der traditionellen Religion für christliche. Zum Beispiel wurde „Maromak Oan“ (deutsch „der Sohn des Erleuchteten“) zur Bezeichnung von Jesus Christus. Ursprünglich war dies der Titel eines männlichen Herrschers von Wehale (heute im indonesischen Westtimor), der aber im Glauben die weibliche Seite repräsentierte und daher überregionalen Einfluss hatte. Noch heute wird der Titel geführt, auch wenn die Träger seit langem dem christlichen Glauben angehören. Der Bischof von Atambua, zu dessen Bistum Wehale gehört, nahm den Titel „Nai Lulik Bo’ot“ (deutsch „großer, heiliger Führer/Meister“) an. In Osttimor werden katholische Priester „Nai Lulik“ (deutsch „heiliger Führer“) oder „Amo Lulik“ genannt. Der Friedensnobelpreisträger und Bischof von Dili Carlos Filipe Ximenes Belo war bekannt dafür, animistische Praktiken, inklusive des Konzepts des Luliks und des Ahnenkults, in die katholischen Riten aufzunehmen. Unter ihm wurde 1993 auf dem Matebian eine Jesusstatue und 1997 auf dem Tatamailau eine Marienstatue aufgestellt. Auf beiden, dem alten Glauben nach besonders heiligen Bergen hielt Belo Messen ab. In den letzten Jahren etablierte sich zudem die Lesart, dass die Timoresen bereits vor Eintreffen der Missionare gläubig waren. Premierminister Rui Maria de Araújo erklärte in einer Rede 2015:

„Das Christentum trat nicht in unsere Kultur und unsere Geschichte ein, indem es durch Waffen aufgezwungen wurde (…) Das Christentum erhob, würdigte und bereicherte das, was bereits in der Natur des timorischen Volkes pulsierte. Mit anderen Worten, das Christentum fand ein Volk mit dem Sinn für Gott (Maromak) und dem Sinn für das Heilige (Lulik).“

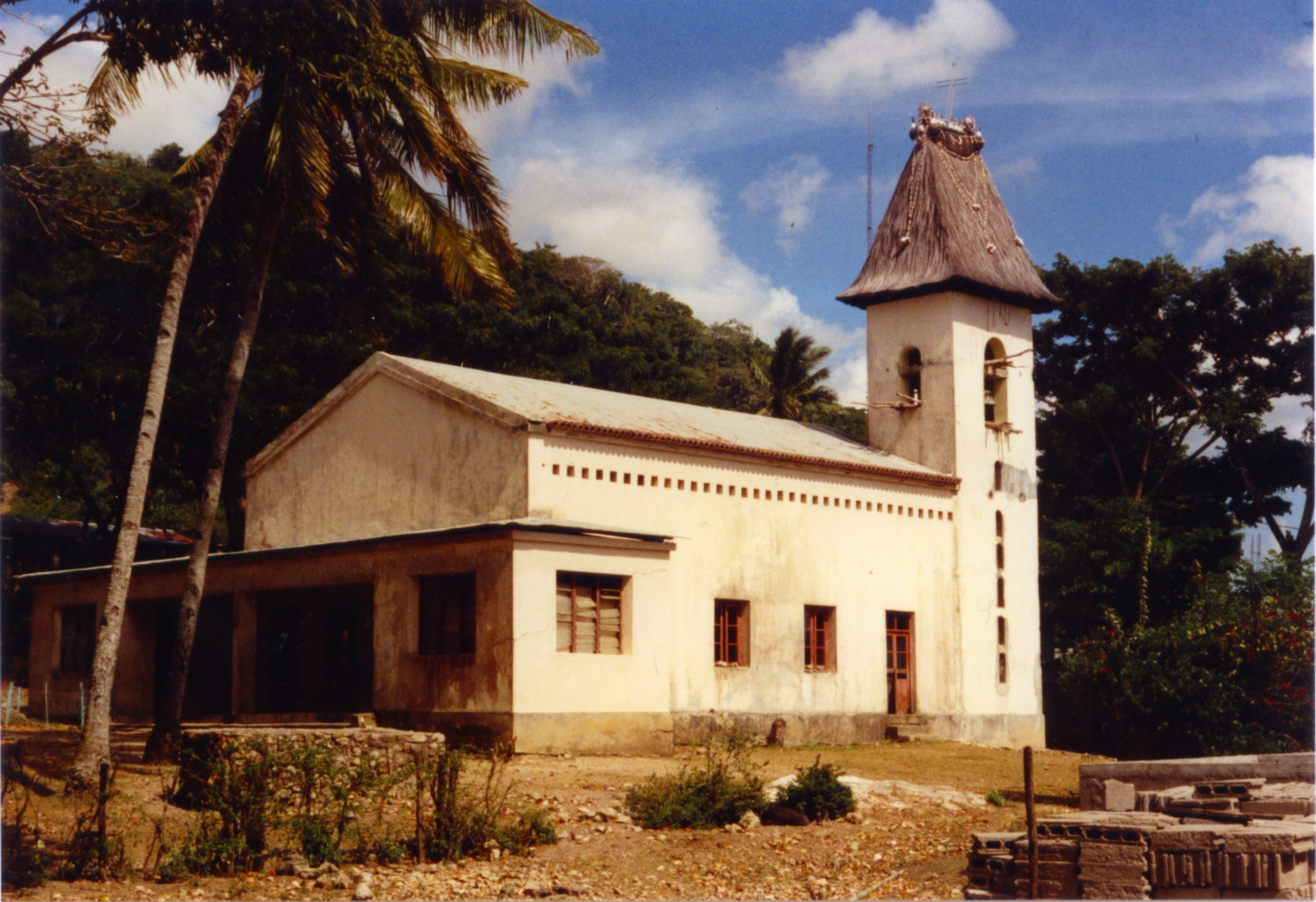
Kirche Tutualas mit dem Dach eines traditionellen Uma Luliks

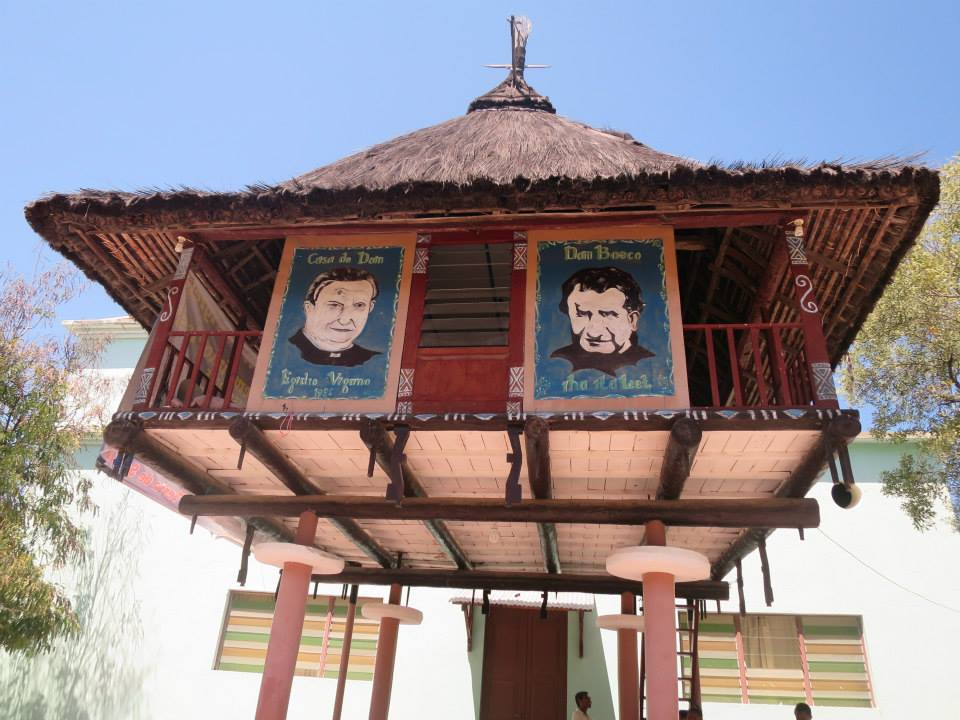
Ein Nachbau eines Uma Luliks neben der Kirche S. João Bosco de Laga mit Bildnis des katholischen Heiligen

Dieses Bild griff auch der apostolische Nuntius Joseph Salvador Marino in einer Rede im selben Jahr auf, der erklärte, die Timoresen hätten bereits vor den Missionaren „das Licht Gottes“ gekannt. Auch der langjährige Missionar João de Deus bezeichnet die Timoresen in ihrem alten Glauben als Monotheisten, die an einen Gott und die Ewigkeit der Seele glauben. Für sie sei der Glaube aber nichts abstraktes, sondern sehr konkret. Sie würden Gott „versachlichen“. Es gäbe nicht viele Götter, dafür aber viele Luliks.
Osttimoresische Katholiken haben einige Vorstellungen und Bräuche in den christlichen Glauben übernommen. Kirchen, Friedhöfen, kirchlichen Persönlichkeiten und rituellen Gegenständen wohnt eine Heiligkeit inne, so wie den alten heiligen Orten und Würdenträgern. Gleiches gilt für das Kreuz und die Statuen von Heiligen, Jesus und vor allem Maria wird selbst spirituelle Energie zugesprochen. Maria wird in Osttimor als Nain Feto (deutsch Herrin) besonders verehrt. Zahlreiche Kirchen sind ihr geweiht und Statuen werden regelmäßig Blumen und Kerzen dargebracht. Bei den meisten Dörfern, aber auch in Dili, kann man Mariengrotten (portugiesisch Grutas) neben der Straße am Ortsrand finden, teils künstlich, teils in natürlichen Höhlen, die zuvor Orte des traditionellen Glaubens waren. Man glaubt, dass sie Reisende im Bereich des Ortes beschützen, wie zuvor die Geister der Ahnen. Ein Beispiel dafür ist die Höhle der Quelle von Wai Lia in der Stadt Baucau. Als es 2010 in ihrer Nähe zu Straßenkämpfen zwischen Jugendbanden kam, sah man ihren Auslöser auch in der Verwahrlosung des heiligen Ortes. Ein katholischer Priester nahm dies zum Anlass, am Eingang der Höhle eine Madonnenstatue aufzustellen. Dadurch soll die Heiligkeit des Ortes wieder gestärkt werden. Da nun in der Höhle sowohl animistische Zeremonien als auch katholische Rituale durchgeführt werden, sei die Stätte nun doppelt heilig, was ihr eine starke, beschützende Aura verleihen soll. Der Priester hatte vorab aber nur mit dem Chefe de Suco gesprochen, nicht mit den Hütern der Quelle. Diese befürchteten, dass der lokale Ahnengeist bee na’in Krankheit und Unglück über die Stadt bringen könnte und vielleicht die Quelle versiegen lassen könnte. Die Quelle ist die Hauptwasserquelle der Stadt und der Geist gilt als widerspenstig, ungezügelt und leicht zu erzürnen. Eine Heilige und ein übellauniger Geist könnten nicht am selben Ort wohnen. Würde die Macht des christlichen Gottes den Geist vertreiben, wisse man nicht, wohin er dann gehen würde und was er tun werde. Schließlich beschloss man, alle sieben Jahre eine große Zeremonie für den Geist an der Quelle abzuhalten.

## Belege

### Hauptbelege
- Andrew McWilliam, Lisa Palmer, Christopher Shepherd: Lulik encounters and cultural frictions in East Timor: Past and present, 2014, Aust J Anthropol, 25: 304–320. doi:10.1111/taja.12101, abgerufen am 12. Dezember 2017.
- Judith Bovensiepen, Frederico Delgado Rosa: Transformations of the sacred in East Timor, 2016, Society for the Comparative Study of Society and History, Volume 58, S. 664–693, abgerufen am 27. Dezember 2017.
- Josh Trindade: Lulik: The Core of Timorese Values, vorgestellt auf der Communicating New Research on Timor–Leste 3rd Timor–Leste Study Asscociation (TLSA) Conference am 30. Juni 2011, abgerufen am 6. November 2017.